# Mike Sweeney
Michael Mike Sweeney (ur. 25 grudnia 1959 w Duncan) – kanadyjski piłkarz występujący na pozycji obrońcy.

## Kariera klubowa
Sweeney zawodową karierę rozpoczynał w 1980 roku w klubie Edmonton Drillers z North American Soccer League (NASL). Grał tam do 1982 roku. W tym samym występował w futsalowej sekcji Edmonton Drillers. W 1983 roku odszedł do Vancouver Whitecaps, również z NASL. W 1984 roku przeniósł się do innego zespołu NASL, Golden Bay Earthquakes. W tym samym roku rozgrywki NASL zostały rozwiązane, a Sweeney został graczem futsalowego Cleveland Force (MISL). Przez trzy sezony rozegrał tam 87 spotkań i zdobył 18 bramek.
Sezon 1987/1988 Sweeney spędził w Minnesocie Kicks, natomiast następny w Baltimore Blast (oba MISL). W 1989 roku grał także dla piłkarskiego Toronto Blizzard. Potem występował w Boston Bolts oraz w futsalowym Cleveland Crunch. W 1991 roku wywalczył z nim wicemistrzostwo MISL. W 1992 roku Sweeney zakończył karierę.

## Kariera reprezentacyjna
W reprezentacji Kanady Sweeney zadebiutował 17 września 1980 roku w wygranym 3:0 towarzyskim meczu z Nową Zelandią. 13 kwietnia 1985 roku w wygranym 2:0 meczu eliminacji Mistrzostw Świata 1986 z Haiti strzelił pierwszego gola w trakcie gry w kadrze narodowej. W 1984 roku wystąpił na Letnich Igrzyskach Olimpijskich. W 1986 roku został powołany do kadry na Mistrzostwa Świata. Zagrał na nich w meczach z Francją (0:1) oraz Węgrami (0:2). Z tamtego turnieju Kanada odpadła po fazie grupowej. W latach 1980–1993 w drużynie narodowej Sweeney rozegrał w sumie 61 spotkań i zdobył 1 bramkę.